# 傅明
傅 明（ふ めい、フー ミン、英: Fu Ming、1983年1月5日 - ）は中華人民共和国のサッカー審判員。2014年から国際サッカー連盟 (FIFA) 登録の国際審判員として活動している。

## 来歴
南京師範大学を卒業後、南京航空航天大学金城学院に体育の講師として赴任。2016年に首都体育学院に転籍。なお、南京航空航天大学金城学院時代の2015年に発表した論文に盗作疑惑があるとして首都体育学院が調査する事態となっている。その後、首都体育学院は論文が盗作された事実は認められなかったとし、成績も優秀であったことからその後も雇用を継続すると発表した。
2019年2月23日に、 馬寧らと共に中国サッカー協会 (CFA) に雇われ、中国におけるプロフェッショナルレフェリーの1人になったことが発表された 。
2025年から生活の拠点を日本に移し、東京都サッカー協会所属として日本サッカー協会 (JFA) の1級審判員として登録され、同年から日本プロサッカーリーグ（Jリーグ）の担当審判員に名を連ねた。
アジアを代表する国際的なVAR担当として知られるが、扇谷健司審判委員長は当面はVARではなく主審での試合割り当てを行っていく方針を明かした。
また、Jリーグの担当と並行し中国スーパーリーグの担当も継続、さらに継続的な国際大会の派遣も行われるため、国内で担当できる試合は限定的になるとの見方を示した。
2025年2月26日、J1 第3節 横浜F・マリノス対横浜FC戦の第4の審判員を担当し、Jリーグデビュー。4月の東京ヴェルディ対FC東京戦で主審デビューを果たした。

## 出場記録

### 国内公式戦
| 国内大会個人成績 | 国内大会個人成績                     | 国内大会個人成績 | 国内大会個人成績 | 国内大会個人成績 | 国内大会個人成績 | 国内大会個人成績 | 国内大会個人成績 | 国内大会個人成績 | 国内大会個人成績 | 国内大会個人成績 |
| 年度             | J1                                   | J1               | J2               | J2               | J3               | J3               | リーグ杯         | リーグ杯         | 天皇杯           | 天皇杯           |
| 年度             | 主審                                 | 副審             | 主審             | 副審             | 主審             | 副審             | 主審             | 副審             | 主審             | 副審             |
| ---------------- | ------------------------------------ | ---------------- | ---------------- | ---------------- | ---------------- | ---------------- | ---------------- | ---------------- | ---------------- | ---------------- |
| 2025             |                                      |                  |                  |                  |                  |                  |                  |                  |                  |                  |
| 通算             | \|\|\|\|\|\|\|\|\|\|\|\|\|\|\|\|\|\| |                  |                  |                  |                  |                  |                  |                  |                  |                  |

### 国際試合
- 2015
  - AFCカップ2015
  - 2018 FIFAワールドカップ・アジア1次予選
  - 2018 FIFAワールドカップ・アジア2次予選
  - AFCカップ2016 予選
- 2016
  - 2018 FIFAワールドカップ・アジア2次予選
  - AFCカップ2016
  - 2018 FIFAワールドカップ・アジア3次予選
  - AFC U-19選手権2016
  - 2016 AFFスズキカップ
- 2017
  - AFCチャンピオンズリーグ2017
  - AFCカップ2017
  - 2018 FIFAワールドカップ・アジア3次予選
- 2018
  - AFC U-23選手権2018
  - AFCチャンピオンズリーグ2018
  - 2018 AFFスズキカップ
- 2019
  - AFCアジアカップ2019
  - AFCチャンピオンズリーグ2019
  - AFCカップ2019
  - 2019 FIFA U-20ワールドカップ(VMO)
  - 2022 FIFAワールドカップ・アジア2次予選
- 2020
  - AFC U-23選手権2020
- 2021
  - AFCチャンピオンズリーグ2021
  - 2022 FIFAワールドカップ・アジア2次予選
  - 2020東京オリンピック(VMO)
- 2022
  - AFCカップ2022
- 2023
  - FIFAクラブワールドカップ2022(VMO)
  - AFCチャンピオンズリーグ2022
  - AFCチャンピオンズリーグ2023/24 予選
  - AFCチャンピオンズリーグ2023/24
  - 2023 FIFA U-17ワールドカップ
- 2024
  - AFCアジアカップ2023
  - 2026 FIFAワールドカップ・アジア2次予選
  - 2026 FIFAワールドカップ・アジア3次予選
  - AFCチャンピオンズリーグエリート2024/25
  - 第26回 ガルフカップ（英語版）(VMO)

- 2025
  - AFCチャンピオンズリーグ2 2024/25
  - FIFAクラブワールドカップ2025(VMO)

## 決勝担当
| 開催年月日    | 大会                                        | 対戦カード   | 対戦カード       | 結果 | 会場                                               | 担当 |
| ------------- | ------------------------------------------- | ------------ | ---------------- | ---- | -------------------------------------------------- | ---- |
| 2023年5月6日  | AFCチャンピオンズリーグ2022 決勝 2nd leg    | 浦和レッズ   | アル・ヒラル     | 1-0  | 埼玉スタジアム2002                                 | VAR  |
| 2024年2月10日 | AFCアジアカップ2023                         | ヨルダン代表 | カタール代表     | 1-3  | ルサイル・スタジアム                               | VAR  |
| 2024年5月25日 | AFCチャンピオンズリーグ2023/24 決勝 2nd leg | アル・アイン | 横浜F・マリノス  | 5-1  | ハッザーア・ビン・ザーイド・スタジアム             | VAR  |
| 2025年5月4日  | AFCチャンピオンズリーグエリート2024/25      | アル・アハリ | 川崎フロンターレ | 2-0  | キング・アブドゥッラー・スポーツシティ・スタジアム | AVAR |

## 主な国際審判歴
| 2019 AFCアジアカップ（アラブ首長国連邦） | 2019 AFCアジアカップ（アラブ首長国連邦） | 2019 AFCアジアカップ（アラブ首長国連邦） | 2019 AFCアジアカップ（アラブ首長国連邦） |
| 日付                                     | 対戦カード                               | 会場                                     | ラウンド                                 |
| ---------------------------------------- | ---------------------------------------- | ---------------------------------------- | ---------------------------------------- |
| 2019年1月12日                            | イエメン - イラク                        | シャルジャ                               | グループステージ                         |
| 2019年1月21日                            | アラブ首長国連邦 - キルギス              | アブダビ                                 | ラウンド16                               |